# 나프트 마스제드솔레이만 FC
나프트 마스제드솔레이만 FC(페르시아어: باشگاه فوتبال نفت مسجدسلیمان)는 마스제드솔레이만을 연고로 하는 이란의 축구단이다. 현재 아자데간 리그에 참가하고 있다.

## 우승
- 아자데간 리그: 2013–14, 2017–18
- 이란 2부 리그: 2009–10

## 선수 명단

### 현역
참고: FIFA 자격 규정에 따라 소속된 국가대표팀 국기를 표시합니다. 선수는 복수의 FIFA 비회원국 국적을 가지고 있을 수 있습니다.
| 번호 | 포지션 | 국적 | 이름 |
| ---- | ------ | ---- | ---- |

| 번호 | 포지션 | 국적 | 이름 |
| ---- | ------ | ---- | ---- |

## 같이 보기
- 사나트 나프트 아바단 FC
- 나프트 테헤란 FC
- 페르시안 걸프 프로리그